# Айсарінське
Айсарі́нське (каз. Айсары) — село у складі Акжарського району Північноказахстанської області Казахстану. Адміністративний центр та єдиний населений пункт Айсарінського сільського округу.
Населення — 235 осіб (2021; 331 у 2009, 817 у 1999, 778 у 1989).
Національний склад станом на 1989 рік:
- казахи — 79 %.